# Château du Menuet
Le château du Menuet (Castrum Minuetum) est un ancien château fort, du XIe siècle, aujourd'hui disparu, situé dans le comté de Savoie. Il se dressait au-dessus de la commune des Échelles dans le département de la Savoie, en région Auvergne-Rhône-Alpes.

## Géographie
Le château est installé sur le plateau dit du Menuet, qui domine le Guiers et très probablement un gué ou un pont situé à cet emplacement. Le château contrôle ainsi la route de Lyon à Turin, qui se calque sur l'ancienne voie romaine.

## Histoire
Le château est mentionné au cours du XIIe siècle dans le Cartulaires de l'église Cathédrale de Grenoble dits Cartulaires de Saint-Hugues, notamment sous la forme Castrum Minuetum de Scalis en 1107,. Il s'agit une bulle pontificale. Le toponyme de Minuetum dérive de minutus, qui désigne quelque chose de « diminué, petit ».
Sa fondation, si elle n'est pas parfaitement datée, devrait remonter aux premiers Humbertiens dont est issue la maison de Savoie. Le comte Humbert, à l'origine de la dynastie, possède en effet des droits sur l'église d'après un document de 1042. Le comte est d'ailleurs à l'origine de la fondation du prieuré en 1042,.
La future comtesse de Provence, Béatrice, fille du comte de Savoie Thomas Ier, y serait née vers 1198. À la mort de son époux le comte Raymond Bérenger IV, elle revient en Savoie et s'installe au château. Il fait partie de l'héritage de son père. La comtesse entreprend une restauration du château et l'agrandit afin d'y accueillir une cour,. Le 8 novembre 1260, elle fait don du château et du mandement, à l'exception du prieuré, aux Hospitaliers de l'ordre de Saint-Jean de Jérusalem. Le château devient ainsi une commanderie hospitalière,. La comtesse meurt en 1266 dans son château,. Selon ses vœux, elle est inhumée dans l'enceinte du château. Ses filles, toutes reines, font édifier un mausolée dans la chapelle du château. Le prieuré devient hospitalier à la suite de son échange le 11 juillet 1273 avec le domaine hospitalier du Fraisse situé en Velay.
Durant le conflit franco-savoyard (1591-1595), le château est pris et pillé entre la fin février et mars par les troupes du maréchal Lesdiguières. Selon les clauses du traité de Lyon de 1601, qui met fin à la guerre, le château est démantelé.
La mappe sarde de 1729 mentionne encore les traces de l'ancien château.

## Description
Le château comportait quatre tours.